# Gyeonggi
Gyeonggi (kor. 경기도) – najbardziej zaludniona prowincja Korei Południowej. Stolicą prowincji jest Suwon. Stolica Republiki Korei Seul znajduje się wewnątrz prowincji, ale jest oddzielnie administrowanym miastem specjalnym.

## Historia
Gyeonggi było jedną z ośmiu prowincji Korei w czasie panowania dynastii Joseon. Ustanowiono ją w 1413 roku. Nazwa oznacza obszar o promieniu 500-li (200 km) (gi; 기; 畿) wokół stolicy (gyeong; 경; 京) Hanseong (dzisiaj Seul). Hanseong był stolicą kraju i prowincji Gyeonggi.
W roku 1895, prowincja została zastąpiona dystryktami: Hanseong (Hanseong-bu; kor. 한성부; hancha: 漢城府) wokół Seulu, Gaeseong (Gaeseong-bu; kor. 개성부; hancha: 開城府) wokół Gaeseong, oraz Inczon (Incheon-bu; kor. 인천부; hancha: 仁川府) wokół Inczon i Suwon, obszary na zachodzie i południu zostały włączone do dystryktów: Chuncheon (Chuncheon-bu; kor. 춘천부; hancha: 春川府), Chungju (Chungju-bu; kor. 충주부; hancha: 忠州府) lub Kongju (Kongju-bu; kor. 공주부; hancha: 公州府). W roku 1896 przywrócono podział na prowincje w granicach sprzed 1895, stolicę przeniesiono do Suwon.
Po zakończeniu wojny koreańskiej w 1945 roku, prowincja została podzielona na amerykańską i radziecką strefę okupacyjną. Granicę ustalono na równoleżniku 38. Południową część prowincji Hwanghae także podzielono wzdłuż tego równoleżnika i przyłączono ją do południowej części prowincji Gyeonggi.
W 1946 roku, Seul został ogłoszony miastem specjalnym, administrowanym niezależnie od prowincji. W tym samym roku północna część prowincji Gyeonggi kontrolowana przez Rosjan przyłączona została do prowincji Gangwon. W 1948 Gyeonggi zostało częścią nowo powstałego, niezależnego państwa, Korei Południowej.

## Geografia
Prowincja Gyeonggi położona jest na północnym zachodzie Republiki Korei. Od wschodu graniczy z Gangwon, od południa z Chungcheong Północnym oraz Południowym, od zachodu z Inczon i Morzem Żółtym. Od strony północnej graniczy z Obszarem Przemysłowym Kaesŏng i prowincją Hwanghae Północne w Korei Północnej.

## Podział administracyjny
Prowincja Gyeonggi podzielona jest na 28 miast (kor. si) oraz 3 powiaty (kor. gun).

### Miasta
- Suwon (수원시, 水原市) – stolica prowincji
- Ansan (안산시, 安山市)
- Anseong (안성시, 安城市)
- Anyang (안양시, 安養市)
- Bucheon (부천시, 富川市)
- Dongducheon (동두천시, 東豆川市)
- Gimpo (김포시, 金浦市)
- Goyang (고양시, 高陽市)
- Gunpo (군포시, 軍浦市)
- Guri (구리시, 九里市)
- Gwacheon (과천시, 果川市)
- Gwangju (광주시, 廣州市)
- Gwangmyeong (광명시, 光明市)
- Hanam (하남시, 河南市)
- Hwaseong (화성시, 華城市)
- Icheon (이천시, 利川市)
- Namyangju (남양주시, 南楊州市)
- Osan (오산시, 烏山市)
- Paju (파주시, 坡州市)
- Pocheon (포천시, 抱川市)
- Pyeongtaek (평택시, 平澤市)
- Seongnam (성남시, 城南市)
- Siheung (시흥시, 始興市)
- Uijeongbu (의정부시, 議政府市)
- Uiwang (의왕시, 儀旺市)
- Yangju (양주시, 楊州市)
- Yongin (용인시, 龍仁市)
- Yeoju (여주시, 驪州市)

### Powiaty
- Gapyeong (가평군, 加平郡)
- Yangpyeong (양평군, 揚平郡)
- Yeoncheon (연천군, 漣川郡)

## Klasztory buddyjskie
- Hoeam sa
- Hyeondeung sa
- Mangweol sa
- Bongseon sa
- Silleuk sa
- Yongju sa